# All I Want Is You (Agnes)
All I Want Is You è il secondo singolo estratto dall'album Veritas della cantante svedese Agnes. La cantante debutta il brano allo Stockholm Pride 2012, mentre annuncia la data dell'uscita del singolo e la copertina del singolo sui suoi profili Facebook e Twitter il 27 agosto 2012. Il 29 agosto viene inviata a tutte le stazioni radio svedesi e il 31 agosto è disponibile per il download digitale.

## Accoglienza
Lo stesso giorno della sua pubblicazione airplay, il blogger statunitense Perez Hilton pone in anteprima esclusiva il lyric video del brano sul suo sito, commentando: "Agnes non vuole molto. Tutto ciò che vuole è te! (inglese: All She Wants Is You!) E tutto ciò che NOI vogliamo è più Agnes!".
Il blog britannico Scandipop paragona il singolo alla precedente hit di Agnes Release Me, affermando: "[...]Chi voleva qualcosa di simile a quell'era avrà il piacere di constatare che 'All I Want Is You' è un rispettoso ritorno a quel tipo di sound. Dancepop, con grande enfasi sulle corde."

## Tracce
Download digitale/Streaming
1. All I Want Is You – 3:21

Download digitale – Remix
1. All I Want Is You (Redline Remix) – 3:25
2. All I Want Is You (P3 Live Session) – 3:13

## Classifiche
| Classifica          | Posizione raggiunta |
| ------------------- | ------------------- |
| Svezia (Digilistan) | 9                   |

## Date di pubblicazione
| Nazione   | Data           | Formato                     | Etichetta       |
| --------- | -------------- | --------------------------- | --------------- |
| Svezia    | 29 agosto 2012 | Airplay                     | Roxy Recordings |
| Svezia    | 31 agosto 2012 | Digital Download, Streaming | Roxy Recordings |
| Finlandia | 31 agosto 2012 | Digital Download, Streaming | Universal Music |